# Castañedo (Belmonte)
Castañedo de Miranda (Castañéu en asturiano y oficialmente) es una aldea y parroquia del concejo asturiano de Belmonte de Miranda, en España.
Tiene una superficie de 6,57 km², en la que habitan un total de 42 personas (INE Archivado el 24 de septiembre de 2015 en Wayback Machine., 2013), todas ellas en la misma población.
La aldea se encuentra situada a unos 120 metros sobre el nivel del mar, a la orilla del río Narcea y en la falda norte del pico y sierra de Couriu. Está a unos 12,7 kilómetros de Belmonte, la capital del concejo y se accede a ella por la carretera AS-15.
Hasta el siglo XIX también pertenecían a la parroquia los pueblos de Bárzana de Castañéu y La Veiga de Castañéu, que en la actualidad son parte de las parroquia de Alava y Soto de los Infantes en Salas.
Destaca su iglesia parroquial, de estilo barroco.

## Barrios
- Castañéu de Riba - 17 hab.
- Castañéu del Mediu - 8 hab.
- Castañéu de Baxu - 16 hab.

## Fiestas
- En el mes de junio, el Sacramentu en Castañéu, se celebra el primer domingo después del jueves de Corpus.
- En el mes de octubre, la Virgen del Rosariu el primer domingo de octubre.